# Carballa da Rocha
La Carballa da Rocha es el nombre de un roble español situado en Saínza de Abaixo, en el municipio de Rairiz de Veiga, provincia de Orense, Galicia, que fue declarado monumento natural por la Junta de Galicia el 1 de marzo de 2007, y que abarca un total de 0,6429 ha entre seis fincas aledañas. También fue declarado árbol solitario el 17 de abril de 2007. Se encuentra dentro de la Reserva de la biosfera del Área de Allariz.

## Características
Se trata de uno de los robles más altos de España. En gallego, carballo significa roble y carballa es la palabra que se usa para referirse a un roble viejo y voluminoso. Su gran tronco crece libre de ramas hasta los 6 metros de altura y, al llegar a los 7 metros se bifurca en dos ramales que se elevan hasta los 33 metros. Su permímetro es tan ancho, de 6 metros, que hacen falta varias personas para abrazarlo por completo.